# Hàng không năm 1933
Đây là danh sách các sự kiện hàng không nổi bật xảy ra trong năm 1933:

## Các sự kiện

### Tháng 1
- 16 tháng 1 - Jean Mermoz và các thành viên khác thực hiện chuyến bay không dừng từ Sénégal đến Brasil, xuyên qua Nam Đại Tây Dương, trong 17 giờ 27 phút.

### Tháng 2
- 6 tháng 2-8 - Gayford và Nicholetts thực hiện chuyến bay không dừng đầu tiên từ Anh đến Nam Phi trên một chiếc Fairey Long-Range Monoplane. Họ đã lập kỷ lục mới về quãng đường bay dài 5.309 dặm (8.544 km). Mất 57 giờ 25 phút.
- 6 tháng 2-9 - Jim Mollison bay trên một chiếc de Havilland Puss Moth từ Anh đến Brasil, bay qua Senegal, xuyên qua phía Nam Đại Tây Dương. Anh ta trở thành người đầu tiên bay một mình xuyên qua Nam và Bắc của Đại Tây Dương.
- 25 tháng 2 - USS Ranger, tàu chiến đầu tiên của Hải quân Hoa Kỳ được thiết kế như chiếc tàu sân bay hoàn chỉnh được hạ thủy.

### Tháng 4
- 1 tháng 4 - Không quân Ấn Độ được thành lập.
- 3 tháng 4 - 2 chiếc máy bay của Anh, Westland PV-3 và Westland PV-6, được điều khiển bởi các phi công thuộc phi đội chỉ huy gồm Hầu tước Clydesdale và trung úy David MacIntyre thực hiện chuyến bay đầu tiên qua Núi Everest.
- 4 tháng 4 - Khí cầu của hải quân Mỹ, chiếc USS Akron bị hư hại nặng trong một cơn bão, giết chết 76 người trong số 79 thành viên.
- 10 tháng 4 - Francesco Agello lập một kỷ lục mới về tốc độ, trên một chiếc thủy phi cơ của Ý, chiếc Macchi M.C.72, tốc độ đạt 682 km/h (424 mph).
- 29 tháng 4 - Reichsluftfahrtministerium (Bộ Hàng không Đế chế Đức) được thành lập bởi chính phủ Quốc xã.

### Tháng 5
- 7 tháng 5-8 - Stanislaw Skarzynski bay qua phía Nam Đại Tây Dương từ Sénégal đến Brasil trên một chiếc máy bay du lịch nhỏ một chỗ RWD-5bis, trong 20 giờ 30 phút, với khoảng cách là 3.582 km (2.238 miles). Loại máy bay RWD-5bis là loại máy bay nhỏ nhất đã từng bay qua Đại Tây Dương - trọng lượng rỗng là 450 kg (990 lb), trọng lượng tải 1100 kg. Quãng đường bay này là một phần trong một chuyến bay dài 17.885 km giữa Warszawa - Rio de Janeiro, kéo dài từ 27 tháng 4 đến 24 tháng 6.
- Turkish Airlines được thành lập dưới tên gọi là "State Airlines".

### Tháng 7
- 14 tháng 7-22 - Wiley Post, bay trên một chiếc Lockheed Vega, thực hiện chuyến bay đầu tiên một mình vòng quanh thế giới. Chuyến bay bắt đầu và kết thúc tại Floyd Bennett Field ở New York, anh ta dừng chân tại Berlin, Moskva, Irkutsk và Alaska - với tổng khoảng cách là 25.099 km (15.596 miles).
- 15 tháng 7-17 - 2 người Litva Steponas Darius và Stasys Girenas được cho là đã thực hiện chuyến bay không dừng từ Thành phố New York đến Kaunas, Litva trên chiếc Bellanca, nhưng sau đó đã gặp một tai nạn chết người ở Đức sau khi bay được 37 giờ, 11 phút, với khoảng cách là 6411 km, chỉ còn cách đích đến là 650 km.

### Tháng 8
- 5 tháng 9-7 - Maurice Rossi và Paul Codes bay trên một chiếc Blériot 110 từ New York đến Rayal, Syria, thiết lập một kỷ lục mới về quãng đường bay, dài 9.104 km (5.657 miles).

### Tháng 9
- 7 tháng 9-8 - 6 chiếc thuyền bay của Hải quân Hoa Kỳ loại Consolidated P2Y thực hiện chuyến bay không dừng từ Norfolk, Virginia đến Kênh đào Panama, với khoảng cách là 2.059 dặm (3.314 km) trong 25 giờ 20 phút.
- 28 tháng 9 - Lemoine lập một kỷ lục về độ cao mới là 13.661 m (44.820 ft) trên một chiếc Potez 50

### Tháng 10
- 4 tháng 10-11 - Sir Charles Kingsford Smith, bay một mình trên một chiếc Percival Gull, đã lập một kỷ lục mới về thời gian bay từ Anh đến Úc trong 7 ngày 4 giờ 44 phút.
- 10 tháng 10 - Một chiếc Boeing 247 của hãng hàng không United Airlines đã bị phá hủy bởi một quả bom ở Chesterton, Indiana, giết chết 10 người.
- 15 tháng 10 - Những động cơ của hãng Rolls-Royce Merlin bắt đầu được hoạt động lần đầu tiên.
- 31 tháng 10 - Hãng hàng không Air France được thành lập.

### Tháng 11
- 4 tháng 11 - Hãng hàng không Brasil, VASP được thành lập.

### Tháng 12
- 1 tháng 12 - Indian National Airways bắt đầu các chuyến bay hàng ngày ở Ấn Độ, giữa Calcutta và Dacca.

## Chuyến bay đầu tiên

### Tháng 2
- 8 tháng 2 - Boeing 247
- 10 tháng 2 - Hawker Demon
- 19 tháng 2 - Vultee V-1

### Tháng 4
- 10 tháng 4 - Airspeed Courier G-ABXN
- 21 tháng 4 - USS Macon

### Tháng 5
- 27 tháng 5 - De Havilland Leopard Moth

### Tháng 6
- 21 tháng 6 - Supermarine Walrus

### Tháng 7
- Bloch MB.200
- Curtiss XF12C
- 1 tháng 7 - Douglas DC-1

### Tháng 8
- Short Scion
- 14 tháng 8 - Tupolev ANT-14
- 24 tháng 8 - Blackburn Shark

### Tháng 10
- 11 tháng 10 - Blackburn Perth

### Tháng 12
- 31 tháng 12 - Polikarpov I-16

## Bắt đầu hoạt động
- PZL P.7a - Không quân Ba Lan